# Lipaugus unirufus
Lipaugus unirufus е вид птица от семейство Cotingidae.

## Разпространение
Видът е разпространен в Белиз, Гватемала, Еквадор, Колумбия, Коста Рика, Мексико, Никарагуа, Панама и Хондурас.